# Janusz Makarczyk
Janusz Makarczyk (ur. 25 marca 1901 w Łodzi, zm. 16 maja 1960 w Warszawie) – oficer artylerii Wojska Polskiego, dziennikarz, prozaik, dramatopisarz i dyplomata.

## Dzieciństwo i lata szkolne
Był najstarszym z trzech synów Stefana (1876–1930), inżyniera, współwłaściciela firmy instalacji wodociągowo-kanalizacyjnych A. Wettler w Warszawie, oraz Heleny z Rybarskich (1881–1931), bratem Zbigniewa (1904–1963) i Jerzego (1905–?). Dzieciństwo spędził w domu dziadków Rybarskich w Warszawie, uczęszczając najpierw do szkoły powszechnej (1910–1912), a następnie do Gimnazjum gen. Pawła Chrzanowskiego. Po wybuchu wojny w 1914 wraz z rodziną został ewakuowany do Kijowa, gdzie od października 1915 uczęszczał do gimnazjum polskiego. W 1918 powrócił do Warszawy, kontynuując naukę w Szkole Męskiej Rady Głównej Opiekuńczej.

## Udział w walce o niepodległość i studia
1 września 1918 wstąpił do Polskiej Organizacji Wojskowej (POW), a trzy miesiące później wziął udział w rozbrajaniu Niemców. 10 grudnia 1918 został przyjęty do wojska jako ochotnik. Uczestniczył w walkach na froncie w składzie 21 pułku piechoty. Od 15 stycznia 1919 pełnił służbę w Dowództwie „Wschód” gen. por. Tadeusza Jordana Rozwadowskiego jako szeregowy do specjalnych zleceń. W lutym 1919 brał udział w walkach w obronie Lwowa.
W czerwcu 1919 powrócił do Warszawy na tzw. urlop akademicki. 28 czerwca zdał egzamin dojrzałości w Szkole Męskiej Rady Głównej Opiekuńczej (przemianowanej później na Gimnazjum św. Kazimierza), po czym zapisał się na Wydział Prawa i Nauk Politycznych Uniwersytetu Warszawskiego.
Gdy Armia Czerwona stała u wrót Warszawy, 17 lipca 1920 ponownie zgłosił się jako ochotnik do wojska. Został wówczas wcielony do tworzącego się Dywizjonu Szkolnego Artylerii Zenitowej. Po ukończeniu kursu prowadzonego przez kpt. Ernesta Jeana-Renauda przydzielono go do obsługi działa 1 baterii zenitowej automobilowej por. Eugeniusza Baranowicza. Z baterią tą, dowodzoną później przez por. Andrzeja Miziewicza, od 17 sierpnia 1920 uczestniczył w działaniach pościgowych za nieprzyjacielem. Została ona najpierw włączona do Grupy Artylerii gen. Ignacego Ledóchowskiego, a następnie działała przy 21 Dywizji Piechoty Górskiej gen. Andrzeja Galicy. Była użyta podczas walk pod Sokółką, Kuźnicą Białostocką, Grodnem, Dubrowlanami nad Niemnem, po czym kwaterowała w okolicach Lidy. 26 października 1920 bateria powróciła do Warszawy. 4 listopada 1920 został zdemobilizowany w stopniu bombardiera rezerwy.
W roku akademickim 1921/1922 przeniósł się na Wydział Prawno-Ekonomiczny Uniwersytetu Poznańskiego, który ukończył w lipcu 1923. 3 listopada 1926 uzyskał dyplom magistra nauk ekonomiczno-politycznych.

## W służbie dyplomatycznej
We wrześniu 1923 rozpoczął pracę jako urzędnik Konsulatu Rzeczypospolitej Polskiej w Chicago, jednocześnie podjął studia na Wydziale Filozofii na Sorbonie w Paryżu. Był równocześnie korespondentem „Kuriera Warszawskiego”, a także prasy polonijnej („Rekord Codzienny” w Detroit oraz „Nowiny Polskie” w Milwaukee). W 1924 zdał egzamin dyplomatyczno-konsularny, na wiosnę 1926 natomiast – egzaminy na Sorbonie.
Od maja 1926 był urzędnikiem Konsulatu Rzeczypospolitej Polskiej w Jerozolimie. W tym czasie rozpoczął również badania historyczne nad epoką Harun al-Raszyda i dziejami powstania Sandżów, zwiedzając m.in. zwiedził Turcję, Syrię i Arabię Saudyjską.
W styczniu 1927 powrócił do kraju, pracował jako urzędnik Ministerstwa Spraw Zagranicznych. Był sekretarzem Sekcji Badań Tropikalnych Ligi Morskiej i Rzecznej, a od 1934 – wiceprzewodniczącym Wydziału Morskiego Ligi Morskiej i Kolonialnej oraz sekretarzem generalnym Polskiego Komitetu „Pro Palestina”. W latach 1927–1928 brał udział w międzynarodowych zjazdach i kongresach poświęconych problemom ekonomicznym emigracji zarobkowej, uczestniczył jako sekretarz delegacji polskiej w komisjach emigracyjnych w Rio de Janeiro, Paryżu, Brukseli i Berlinie.

## Dziennikarz i pisarz
W maju 1922 zadebiutował felietonem o Eugeniuszu Małaczewskim w poznańskim dwutygodniku „Akademik” (1922, nr 5). Jego korespondencje z Ameryki i Brazylii drukował „Kurier Warszawski”. Ułatwiły mu one podjęcie pracy korespondenta w redakcji tej gazety. Był m.in. w Turcji i Egipcie. Reportaże z podróży oraz artykuły publicystyczne zamieszczał, oprócz swej macierzystej gazety, w „ABC”, „Kurierze Poznańskim”, „Naokoło świata”, „Rzeczypospolitej”, „Świecie” oraz w „Tygodniku Ilustrowanym”.
Opublikował także kilka książek: Przez Palestynę i Syrię. Szkice z podróży (Warszawa 1925), USA. Obrazki z Ameryki powojennej (Warszawa 1925), Nowa Brazylia. Dżungla–osiedla–ludzie (Warszawa 1929). W tym czasie ukazały się także jego pierwsze utwory beletrystyczne dla dorosłych i młodzieży: Bezdroża pragnień (Warszawa 1926), Wyzwolony harem (Warszawa 1927; Bydgoszcz 1991); Amerykańska karuzela (Warszawa 1929), Przez morza i dżungle. Powieść dla dorastającej młodzieży (Lwów–Warszawa 1931; Katowice 1957, 1964, 1968, 1970, 1984), R. Seem. Opowiadania (Warszawa 1933). Interesował się także teatrologią, odbywając praktykę w teatrze Michoudiéra w Paryżu. W 1932 i 1935 wystawił w Bułgarii (Sofia, Burgas, Warna) i Niemczech (Berlin) swą sztukę Harun al-Raszyd (Kalif z Bagdadu). Podobno odbyła się także premiera warszawska.
W latach 1931–1933 wykładał politykę kolonialną wielkich mocarstw w Wolnej Wszechnicy Polskiej oraz technikę korespondencji zagranicznych w Wyższej Szkole Dziennikarskiej w Warszawie. W kwietniu 1934 udał się do Monrovii, gdzie zawarł umowę z rządem Liberii o współpracy gospodarczej i politycznej. Niezadowolenie ówczesnych władz państwowych z wyników umowy z Liberią, gdyż kraj ten chciano traktować jako teren polskiej ekspansji kolonialnej, spowodowało wycofanie się Janusza Makarczyka z działalności w Lidze Morskiej i Kolonialnej.
Relacją z wyprawy do Liberii jest książka pt.: Liberia–Liberyjczyk–Liberyjka, (Warszawa 1936). Wracając do kraju, odbył podróż po Afryce Północnej (Algier, Tunis, Maroko), w czasie której zapadł na gorączkę tropikalną.
Od 1931 był udziałowcem w Bydgoskich Zakładów Przemysłowych, od stycznia 1935 do sierpnia 1939 zaś – delegatem zarządu w Zakładach „Elektro” S.A. w Łaziskach Górnych. Prowadził liczne pertraktacje na Bliskim Wschodzie, w Afryce i Azji o dostawy surowców (m.in. rudy chromu). Podczas częstych podróży zbierał materiały do swych publikacji o tematyce marynistycznej: Porty i marynarze. Humoreski sentymentalne (Warszawa 1934); Na morzu i o morzu (Warszawa 1937).

## Wojsko
Po ukończeniu studiów na Uniwersytecie Poznańskim podjął starania o uzyskanie stopnia podporucznika. Ze względu na wyjazd zagraniczny oraz konieczność zebrania stosownych dokumentów (w tym zaświadczeń od świadków – byłych przełożonych) sprawa się przeciągała. Dopiero w listopadzie 1926 rozporządzeniem Prezydenta RP został mianowany na stopień podporucznika rezerwy. W lipcu 1929 ukończył trzytygodniowy kurs obrony przeciwlotniczej dla oficerów i podchorążych rezerwy przy 1 Pułku Artylerii Przeciwlotniczej w Warszawie. Czterokrotnie (1929, 1930, 1932 i 1935) odbywał ćwiczenia rezerwy w tym pułku na różnych stanowiskach – od dowódcy plutonu ciężkich karabinów maszynowych do dowódcy baterii artylerii przeciwlotniczej. W lipcu 1936 zarządzeniem Prezydenta RP został awansowany do stopnia porucznika. W lutym 1939 minister spraw wojskowych zmienił mu przydział do jednostki macierzystej z 1 Pułku Artylerii Przeciwlotniczej na 11 Dywizjon Artylerii Przeciwlotniczej w Stężycy.

## Wojna
24 sierpnia 1939 został zmobilizowany przez macierzystą jednostkę jako dowódca 22 Baterii Motorowej Artylerii Przeciwlotniczej. Dowodził zgrupowaniem artylerii przeciwlotniczej w rejonie Sandomierza i Tomaszowa Lubelskiego w składzie Grupy „Sandomierz” ppłk. Antoniego Sikorskiego. Jego bateria zestrzeliła aż 28 samolotów – najwięcej ze wszystkich baterii artylerii przeciwlotniczej działających we wrześniu 1939.
Ranny, 25 września 1939 został wzięty do niewoli niemieckiej. W Oflagu VIIA Murnau pełnił m.in. funkcję oficera do specjalnych zleceń gen. dyw. Juliusza Rómmla, a także prowadził na tajnych kursach wykłady z historii Arabów i polityki kolonialnej.

## Po wyzwoleniu
Po wyzwoleniu obozu 8 maja 1945 i powrocie do kraju, w czerwcu został oficerem łącznikowym Misji Wojskowej Wojska Polskiego w Paryżu kierowanej przez gen. bryg. Mariana Naszkowskiego; działał m.in. we Frankfurcie nad Menem. W sierpniu 1945 został oddelegowany do służby w Ministerstwie Spraw Zagranicznych na stanowisko radcy. Od stycznia do lipca 1946 był chargé d’affaires Poselstwa Polskiego w Kairze, gdzie zapadł na paratyfus. Po powrocie ze szpitala powierzono mu funkcję naczelnika Wydziału Wschodniego Ministerstwa Spraw Zagranicznych w Warszawie.

## Praca naukowa
W lipcu 1947 wystąpił na własną prośbę ze służby dyplomatycznej, poświęcając się pracy naukowej w dziedzinie historii. Jesienią tegoż roku przeniósł się do Krakowa, gdzie 24 września 1948 na Wydziale Humanistycznym Uniwersytetu Jagiellońskiego na podstawie dysertacji Historia Sudanu uzyskał stopień naukowy doktora. Od 2 kwietnia 1949 był adiunktem w Katedrze Filologii Orientalnej Uniwersytetu Jagiellońskiego, prowadząc wykłady i ćwiczenia z historii Bliskiego Wschodu. Dwa lata później został kontraktowym wykładowcą historii polityki państw europejskich w latach 1870–1914. Jednocześnie wykładał historię powszechną nowożytną w Wyższej Szkole Pedagogicznej w Krakowie (1950–1953). W tym czasie opracował skrypt Imperializm na terenach kolonialnych i zależnych w latach 1870–1914, a także monografie Dzieje Arabów oraz Bliski Wschód w latach 1453–1699. Ta ostatnia miała być jego rozprawą habilitacyjną (nie była drukowana).
Po tendencyjnej, negatywnej opinii wystawionej przez Okręgową Komisję Rejestracyjno-Weryfikacyjną nr 11 w Krakowie został 16 kwietnia 1948 przeniesiony do rezerwy, na podstawie zaś orzeczenia Głównej Wojskowej Komisji Lekarskiej w Krakowie – 4 listopada 1954 zwolniony z powszechnego obowiązku wojskowego.

## Powrót do publicystyki
Zniechęcony trudną sytuacją w szkolnictwie oraz warunkami finansowymi, powrócił do publicystyki. Tworzył najczęściej w ulubionym Zakopanem. W latach 1950–1960 opublikował wiele powieści dla młodzieży i dorosłych oraz utworów scenicznych, a także artykułów i felietonów w prasie, współpracował również z Rozgłośnią „Kraj” Polskiego Radia (od 1956). Opowiadania i powieści cieszyły się ogromnym zainteresowaniem, wiele z nich miało kilka wydań, m.in.: Dżafar z Bagdadu (Kraków 1950; Warszawa 1956, 1963; Bydgoszcz 1991), Człowiek z białą głową (Warszawa 1956), Widziałem i słyszałem. Wspomnienia podróżnicze (Warszawa 1957), Róże z piasku. Gawędy podróżnicze (Katowice 1957, 1959), Talizman starca z gór (Warszawa 1957), Orchidea (Katowice 1958), Trzynaście kobiet (Warszawa 1958, 1959), Kobieta zawsze płaci (Warszawa 1959), Po prostu kobieta (Warszawa 1960, 1962, 1963), Srebrna ława (Warszawa 1960). Po śmierci autora ukazały się: Diabeł jest męskiego rodzaju (Warszawa 1961), Siostra zjedzonego człowieka (Katowice 1965, 1971, 1983) oraz Ostatnie dni (w: Wspomnienia o Julianie Tuwimie, red. W. Jedlicka i M. Toporowski, Warszawa 1963). Jest również autorem komedii: Jak kto uważa (wystawiona w Krakowie w 1952), Wielka polityka (wystawiona w Krakowie w 1953 i wydana w Warszawie w 1954) oraz Wielka gra (wystawiona w Gdańsku w 1954), a także baśni dla teatru lalek: Aladyn 1001 (wystawiona w Łodzi w 1953 i 1955) oraz Lampa Aladyna (wystawiona w Szczecinie w 1956). Przełożył na język polski utwory: Jaś Szpak Borysa Sudariszkina (1952) i Czarownice z Salem Arthura Millera (1955, wspólnie z żoną Marią). W rękopisie pozostawił powieść Pacjent, komedię Gubernator oraz zbiór reportaży.
W latach 1947–1957 zamieszczał wiele felietonów, recenzji i opowiadań w „Dzienniku Polskim”, „Dzienniku Zachodnim”, „Expressie Wieczornym”, „Przyjacielu Żołnierza”, „Robotniku”, „Rzeczypospolitej” oraz w „Przekroju”, „Problemach”, „Szpilkach”, „Świecie i Polsce” i „Życiu Literackim”.
Był dwukrotnie żonaty: z Kamilą z Czarowiczów (1924–1947) oraz z Marią Katarzyną Wołłowicz (1947).
Zmarł bezpotomnie 16 maja 1960 w Warszawie, został pochowany w grobowcu rodzinnym na cmentarzu Powązkowskim (kwatera Klin-8-3,4).

## Awanse
- podporucznik – 24 listopada 1926, starszeństwo z dniem 1 lipca 1925
- porucznik – 27 lipca 1936, starszeństwo z dniem 1 stycznia 1936

## Ordery i odznaczenia
- Krzyż Kawalerski Orderu Odrodzenia Polski (19 lipca 1946)[3]
- Złot Krzyż Zasługi (1937)